# チンサリ
チンサリ（Chinsali）はザンビアの町である。ムチンガ州の州都である。

## 交通

### 道路
チンサリはムピカ と イソカ間にある。RD56号線が通る。

## 出身者
- ケネス・カウンダ - 政治家（生まれた当時は北ローデシア）
- シモン・カプウェプウェ（英語版） - 政治家（生まれた当時は北ローデシア）